# Nicolae Colan
Nicolae Colan (n. 28 noiembrie 1893, Vâlcele, Austro-Ungaria – d. 15 aprilie 1967, Sibiu, România) a fost un Mitropolit ortodox al Ardealului, membru (1942) al Academiei Române.
Între anii 1936-1957 a fost episcop al Episcopiei Vadului, Feleacului și Clujului. În data de 26 mai 1957 a fost ales arhiepiscop al Sibiului și mitropolit al Ardealului. A păstorit Mitropolia Ardealului până la sfârșitul vieții.

## Biografie
S-a născut la 28 noiembrie 1893, în satul Arpatac (azi, Araci), satul de reședință al comunei Vâlcele, jud. Covasna. După ce a absolvit școala primară din sat, a început liceul la Colegiul Reformat din Sfântu Gheorghe (1906), de unde s-a transferat în 1907 la Școalele Centrale Române greco-ortodoxe din Brașov (1907-1914).
După terminarea liceului a urmat primii doi ani ai Seminarului Teologic-Pedagogic „Andreian” din Sibiu, dar, la intrarea Regatului României în Primul Război Mondial, Nicolae a trecut Carpații, stabilindu-se la București. După ocuparea Bucureștiului, s-a mutat la Roman, în Moldova, până la Marea Unire din 1918, când a revenit la Sibiu, și a terminat Seminarul din Sibiu. A obținut licența la Facultatea de Teologie din București cu teza „Stilul lui Dimitrie Cantemir în scrierile lui românești”.

## Episcop al Clujului și Mitropolit al Ardealului

### Episcop al Clujului
Între anii 1921-1922, a fost secretar arhiepiscopal la Sibiu, iar din 1922 a fost profesor provizoriu de Studiul Noului Testament, unde a devenit titular în 1924. Din 1928, a devenit rector al aceluiași institut, până în 1936.
În 1934, a fost hirotonit preot, și în 1935 a fost hirotesit protoiereu. După decesul episcopului Nicolae Ivan, Sfântul Sinod l-a ales pe protoiereul Nicolae Colan spre a fi episcopul Clujului. După ce a fost călugărit (cu același nume de botez), a fost hirotonit arhiereu la Catedrala Mitropolitană din Sibiu (31 mai 1936), și întronizat la Cluj (29 iunie, același an).
Ca episcop al Clujului, a fost singurul episcop ortodox care, în urma Dictatului de la Viena (1940), a rămas în ,,teritoriul vremelnic ocupat", preluând și eparhiile Maramureșului, Oradiei și Sibiului. A înființat, în 1944, un liceu mixt ortodox la Cluj, care, în 1945, s-a bifurcat în Liceul ortodox de băieți „Mitropolitul Simion Ștefan” și Liceul ortodox de fete „Doamna Stanca”. După desființarea Institutului Teologic Ortodox din Cluj, cele două școli au devenit, cu niște eforturi considerabile ale episcopului Nicolae, Școală medie de cântăreți bisericești (1952 - 1954), Seminar Teologic Liceal Ortodox cu cinci, respectiv patru ani de studiu (1955 - 2012), și Seminar Teologic Ortodox cu învățământ primar, gimnazial și liceal. Din 2021, școala poartă numele de Colegiul Ortodox „Mitropolit Nicolae Colan”, în onoarea fondatorului.
A fost ales membru titular al secțiunii istorice a Academiei Române în locul rămas vacant prin decesul lui Nicolae Titulescu. Discursul său de recepție a fost ținut în mai 1945, la care i-a răspuns, potrivit uzanțelor academice, prof. univ. dr. Silviu Dragomir.

### Mitropolit al Ardealului
La 23 mai 1957 a fost ales arhiepiscop de Alba-Iulia și Sibiu și mitropolit al Ardealului, după ce postul a rămas vacant, (Iustin Moisescu devenind mitropolit al Moldovei) datorită reputației pe care și-o câștigase în fața autorităților. A fost confirmat în 24 mai 1957 de Prezidiul Marii Adunări Naționale a Republicii Populare Romîne și întronizat în 26 mai 1957, de către patriarhul Iustinian Marina, eveniment la care a participat inclusiv directorul Departamentului Cultelor, Dumitru Dogaru. A păstorit la Sibiu timp de zece ani, până la moartea sa, la 15 aprilie 1967.
Inițial, a fost înmormântat în apropierea Bisericii Sfânta Treime din Rășinari, lângă mausoleul lui Andrei Șaguna, iar mai târziu osemintele sale au fost mutate în Cripta Mitropoliților Ardealului de la Mănăstirea Sâmbăta de Sus.

## Distincții
- Ordinul „Steaua Republicii Populare Romîne” clasa a II-a (30 decembrie 1957) „cu ocazia celei de a zecea aniversări a proclamării Republicii Populare Romîne și pentru merite deosebite în îndeplinirea sarcinilor date de Partidul Muncitoresc Romîn, pentru merite deosebite pe tărîmul construcției de stat, economice, sociale, culturale și obștești”[7]

## Imagini

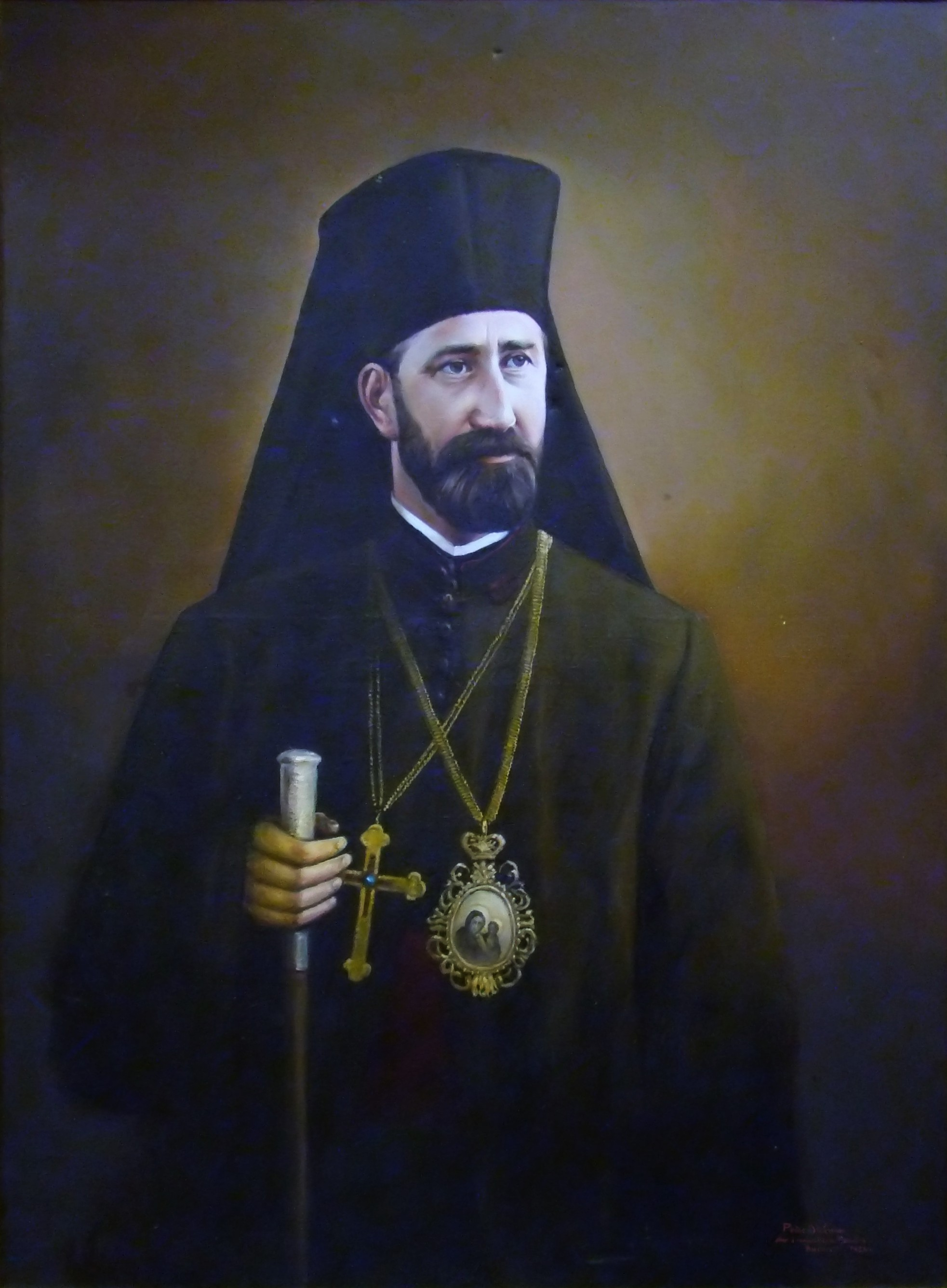
Tablou din colecția Arhiepiscopiei Clujului
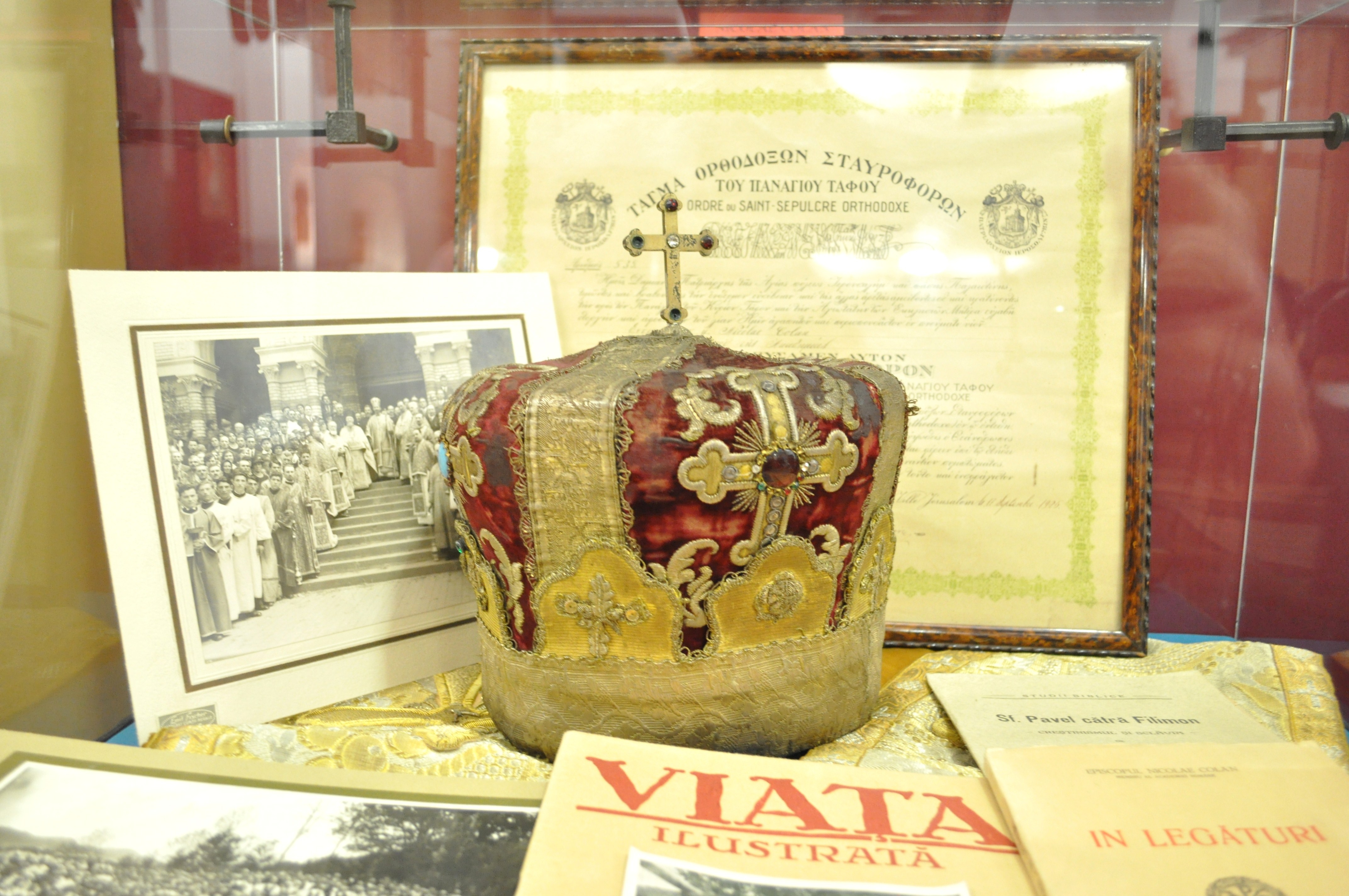
Mitra de arhiereu
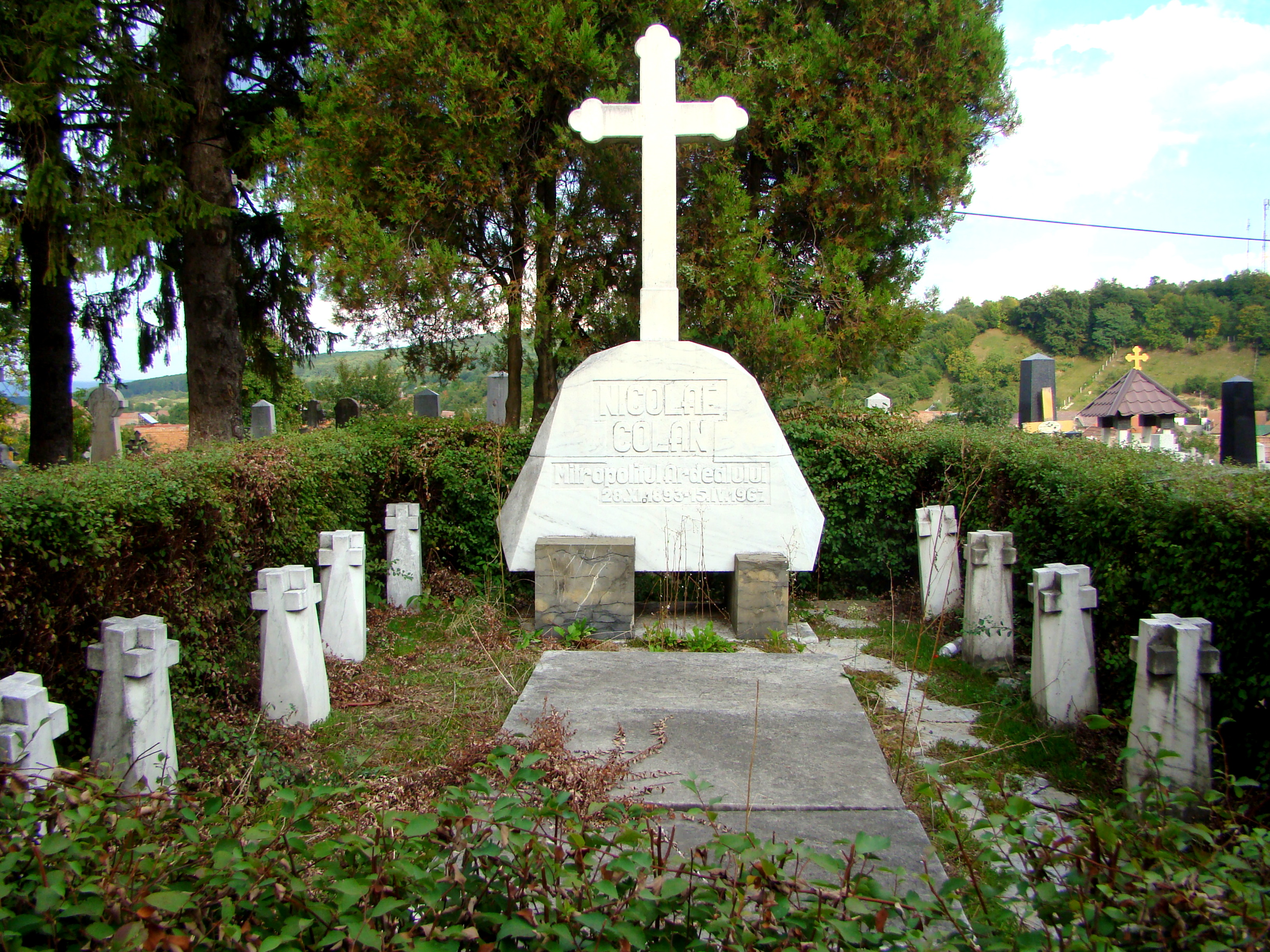
Mormântul mitropolitului Nicolae Colan de la Rășinari
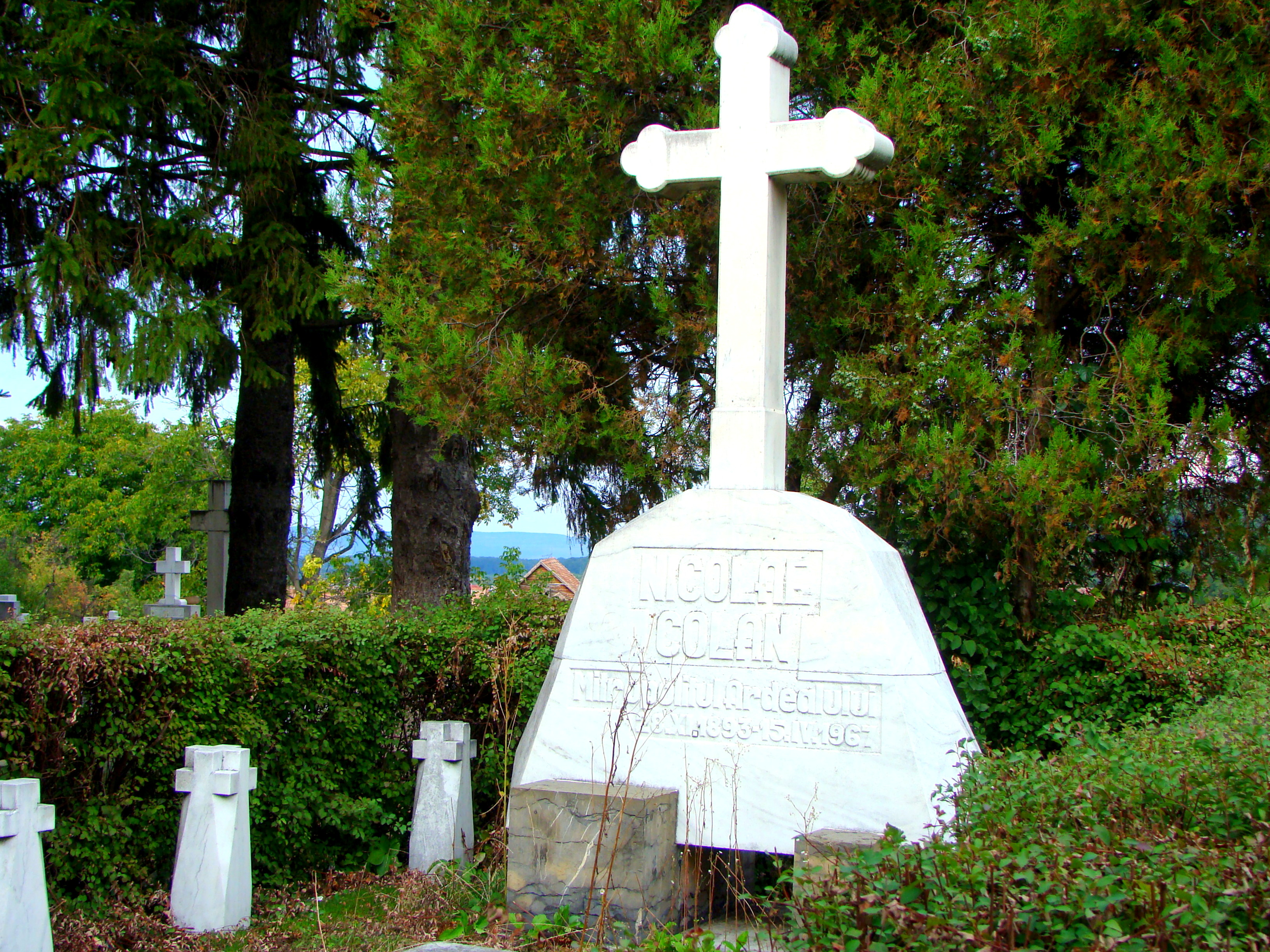
Mormântul mitropolitului Nicolae Colan de la Rășinari